# Solvatação

Solvatação de cristal de Cloreto de sódio.

Solvatação, em química, entende-se pelo fenômeno que ocorre quando um composto iônico ou polar se dissolve em uma substância polar, sem formar uma nova substância. As moléculas do soluto são rodeadas pelo solvente. A solvatação acontece tanto em soluções iônicas quanto moleculares.
Assumindo que a dissolução é um processo de dispersão molecular, isso implica a ruptura de ligações ou forças intermoleculares presentes no soluto, gerando ligações entre as moléculas do soluto e as moléculas do solvente. Este processo é conhecido como solvatação. Quando o solvente é a água, o processo é denominado de hidratação. As considerações feitas podem ainda tomar referência a passagem dos íons do estado gasoso para o estado líquido, que ocorre com liberação de certa quantidade de energia denominada energia de hidratação o que constitui um processo exotérmico.  
Um exemplo de solvatação é a dissolução da soda cáustica Na(OH), gerando um processo exotérmico.
Solvatação: separação e envolvimento das partículas do soluto pelas moléculas do solvente. 
Solvatar: compostos iônicos se dissolvendo em substancia polares sem formar substancias novas.